# Domalain
Domalain (bretonisch: Domalan; Gallo: Domalaen) ist eine französische Gemeinde mit 2.050 Einwohnern (Stand: 1. Januar 2022) im Département Ille-et-Vilaine in der Region Bretagne. Sie gehört zum Arrondissement Fougères-Vitré und zum Kanton La Guerche-de-Bretagne. Die Einwohner werden Domalinois genannt.

## Geographie
Die Gemeinde Domalain liegt etwa 36 Kilometer östlich von Rennes. Hier entspringt der Quincampoix, ein Nebenfluss der Seiche, die durch das südliche Gemeindegebiet fließt. Umgeben wird Domalain von den Nachbargemeinden Étrelles im Norden, Argentré-du-Plessis im Nordosten, Saint-Germain-du-Pinel im Osten, Moutiers im Südosten, La Guerche-de-Bretagne im Süden, Visseiche im Südwesten, Bais im Westen sowie Vergéal im Nordwesten.

## Bevölkerungsentwicklung
| Jahr                       | 1962 | 1968 | 1975 | 1982 | 1990 | 1999 | 2010 | 2020 |
| Einwohner                  | 1635 | 1534 | 1506 | 1404 | 1382 | 1490 | 1958 | 2020 |
| Quellen: Cassini und INSEE |      |      |      |      |      |      |      |      |

## Sehenswürdigkeiten
- Kirche Saint-Melaine, Turm von 1552, seit 1926 Monument historique
- Kapelle Sainte-Anne aus der zweiten Hälfte des 19. Jahrhunderts
- Kapelle Saint-Maimbœuf (auch Kapelle Notre-Dame-de-la-Délivrance), Ende des 19. Jahrhunderts erbaut

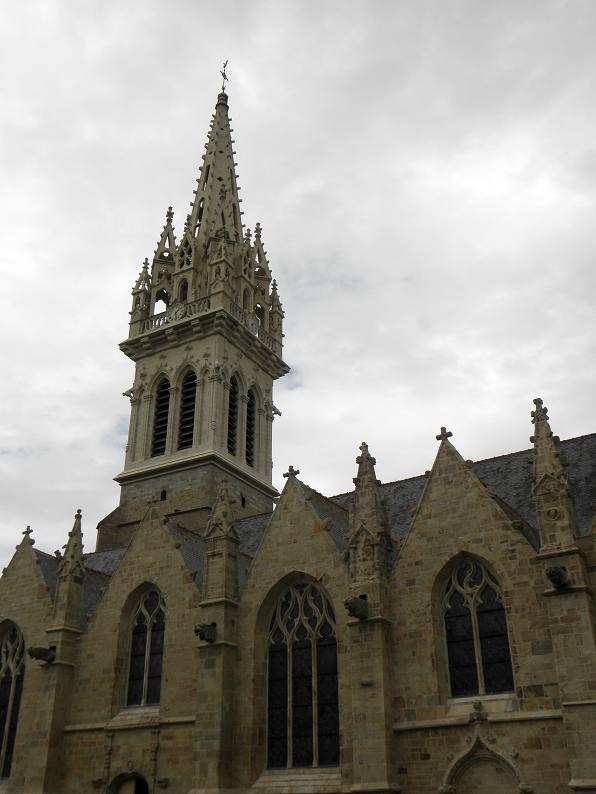
Kirche Saint-Melaine